# ファミスタ'94
『ファミスタ'94』（ファミスタきゅうじゅうよん、Famista '94）は、1993年12月1日にナムコ (後のバンダイナムコエンターテインメント) から発売された日本のファミリーコンピュータ用ゲームソフト。「ナムコット ファミリーコンピュータゲームシリーズ」第83弾。
ファミコン最後の野球ゲームかつナムコ最後のファミコンソフトである。

## 概要
- 前作までの様々な機能を排除し、シンプルなゲーム設計になっている。また、選手の体型も'92以前と同じ丸みを帯びた体型に戻っている。
- 前作に引き続きオールアメリカン（AAチーム）が登場しているが、やはり外国人捕手が不在のため、実際には外野手のメル・ホール（ロッテ）が捕手に設定されている。また、登録されている外国人投手で実在するのは｢たねる（リー・タネル）｣のみで、他は｢ろす｣などの地名を使った架空選手となっている。
- スイッチヒッターの打席をプレイヤーが設定可能になった（タイム時にセレクトボタンで変更）。
- オリックスの勝呂壽統の打席で『スカイキッド』の曲がかかる。
- 球場はじんぐうのもりが前作に引き続き登場している他、以下の2種類が選択可能。
  - うまかドーム - 福岡ドームがモデル。両翼100m・センター122m。
  - アクアリウム - 外野一面がガラス張りの球場。内外野とも土のグラウンド。両翼90m・センター110m。